# Begenç Döwletmyradow
Begenç Döwletmyradow (* 3. Oktober 1998) ist ein turkmenischer Eishockeyspieler, der seit 2015 beim HK Galkan in der turkmenischen Eishockeyliga spielt.

## Karriere
Begenç Döwletmyradow begann seine Karriere als Eishockeyspieler beim HK Galkan in der turkmenischen Hauptstadt Aşgabat. Bei dem Klub des Innenministeriums spielt er bis heute in der turkmenischen Eishockeyliga und wurde 2016, 2017 und 2018 mit ihm turkmenischer Meister.

### International
Für Turkmenistan nahm Döwletmyradow erstmals bei der Weltmeisterschaft 2018 in der Qualifikation zur Division III teil. Nach dem Sieg dort spielte er bei der Weltmeisterschaft 2019 in der Division III. Auch bei den Weltmeisterschaften 2022, als er zum besten Spieler seiner Mannschaft gewählt wurde, 2023 und 2024 spielte er in der Division III. Zudem vertrat er sein Heimatland bei den Winter-Asienspiele 2025.

## Erfolge und Auszeichnungen
- 2016 Turkmenischer Meister mit dem HK Galkan
- 2017 Turkmenischer Meister mit dem HK Galkan
- 2018 Turkmenischer Meister mit dem HK Galkan

### International
- 2018 Qualifikation für die Division III bei der Weltmeisterschaftsqualifikation zur Division III